# Hochsteller
Hochsteller är ett berg i Österrike.   Det ligger i distriktet Schwaz och förbundslandet Tyrolen, i den västra delen av landet, 400 km väster om huvudstaden Wien. Toppen på Hochsteller är 3 097 meter över havet, eller 333 meter över den omgivande terrängen. Bredden vid basen är 2,9 km. Hochsteller ligger vid sjön Schlegeisspeicher.
Terrängen runt Hochsteller är huvudsakligen bergig. Runt Hochsteller är det glesbefolkat, med 13 invånare per kvadratkilometer.. Närmaste större samhälle är Hintertux, 13,5 km norr om Hochsteller. 
Trakten runt Hochsteller består i huvudsak av gräsmarker.